# Société des poètes français
 (avril 2025).
Pour les articles homonymes, voir SPF.
La Société des poètes français est une association fondée en 1902, à l'occasion du centenaire de la naissance de Victor Hugo, par José-Maria de Heredia, Sully Prudhomme, Léon Dierx et Alcanter de Brahm. Son premier président a été Auguste Dorchain. Le président actuel est Jean-Charles Dorge.

## Historique
La Société des Poètes Français est la plus ancienne association liée à la poésie et la plus prestigieuse en France. Parmi les cofondateurs, on trouve Alcanter de Brahm.
Elle adopta tout d’abord un statut de syndicat selon les termes de la loi du 21 mars 1884. C'est le 2 septembre 1936 que son conseil d’administration, présidé à l’époque par André Foulon de Vaulx, décida de la transformer en association sous le régime de la loi du 1er juillet 1901. Elle a été restaurée à partir de 1995 sous la présidence de Vital Heurtebize qui l'a dotée de statuts conformes à ceux du conseil d'État[Quoi ?], a fait l'acquisition de son actuel siège social au Quartier latin et qui lui a obtenu la reconnaissance d’Utilité Publique par décret du 23 octobre 2003, fait rarissime pour une association de poètes.

## Fonctionnement
Elle a pour mission principale de créer et renforcer les liens d'amitié et les liens culturels entre tous les poètes francophones par le biais de ses vingt-cinq délégations régionales et de ses sept délégations dans l'espace francophone.
Elle collabore avec d'autres associations littéraires afin de favoriser les échanges de vue sur la poésie. Elle encourage la vocation poétique des jeunes. Elle rend hommage aux poètes disparus de toute nationalité ayant illustré la langue française, et entretient leur souvenir.
En 1998, sous l'action de Vital Heurtebize elle est devenue éditrice de poètes contemporains. Elle gère une librairie-galerie, l'espace Mompezat, installée 16 rue Monsieur-le-Prince, à Paris, dont elle est propriétaire.
En 2013, Vital Heurtebize crée un Prix Jean de Lost-Pic, en hommage à l'auteur, disparu en 2012, dont le nom de naissance était Georges Lapicque. Jean Moraisin est le premier à recevoir ce prix.
Elle édite la revue trimestrielle, l’Agora fondée par Vital Heurtebize qui a publié de grands noms de la poésie contemporaine française. Chaque année, elle décerne plusieurs prix poétiques, dont le prix Victor-Hugo, le Prix Charles-Baudelaire, le prix Jean-Cocteau fondé par Vital Heurtebize et le grand comédien Jean Marais, le prix Arthur-Rimbaud, le prix Paul-Verlaine et des prix de fondations. En outre, le Grand Prix de la S.P.F. est attribué à un poète pour l’ensemble de son œuvre, sans candidature préalable et sur proposition des membres du C.A. de la S.P.F. au jury des concours.
Comme dans d'autres associations littéraires de référence, l'admission se fait par cooptation, avec parrainage.

## Présidents
- Auguste Dorchain
- André Foulon de Vaulx
- Pierre Osenat
- Brigitte Level
- Jacques-François Dussottier
- Vital Heurtebize de 1995 à 2015
- Jean-Charles Dorge depuis 2016

## Membres célèbres
De grands poètes et écrivains furent membres de la Société des poètes français.
On peut notamment citer : Edmond Haraucourt, Tristan Klingsor, Marie Noël, André Chamson, Georges Duhamel, Pierre Menanteau, Louis Aragon, Henri Bataille, Pierre Benoît, Tristan Bernard, Francis Carco, Maurice Carême, Jean Cocteau, François Coppée, Blaise Cendrars, Pierre Louÿs, Georges Courteline, Daniel-Rops, Tristan Derème, Roland Dorgelès, Paul Fort, Maurice Fombeure, Bernard Grasset, Jules Laforgue, François Mauriac, André Maurois, Amélie Murat, Anna de Noailles, Marcel Pagnol, Jean Richepin, Edmond Rostand, Maurice Rostand, Rosemonde Gérard, Antoine de Saint-Exupéry, Saint-John Perse, Cécile Sauvage, Paul Valéry, Émile Verhaeren, Marguerite Yourcenar, Pascal Bonetti, André Berry, Philippe Chabaneix, Jean-Louis Vallas, Claude Roy, Serge Brindeau, Edmond Humeau, Léopold Sédar Senghor, Pierre Béarn, Jean-Claude Renard, Jacques Charpentreau, Georges-Emmanuel Clancier, Yves La Prairie, Robert Sabatier, Jean Aubert.